# 幸福的钟声
（幸福的钟声）是中国藏族歌手阿兰·达瓦卓玛（alan）的网络音樂下載曲，中文版为《爱就是手》。

## 概况
2008年5月12日中国发生汶川大地震，为了对这次自然灾害进行援助而发表了这首歌曲。音樂下載收益全部捐献给红十字会。
2008年5月20日由avex trax发布。在中国以该曲的中文版《爱就是手》开始音樂下載。
2009年5月31日网络音樂下載结束。
2009年9月2日发售的第10张单曲《BALLAD～无名恋歌～》中收录该歌曲2009版。

## 收录歌曲

### 日语版
1. (作词: 御徒町凧　作曲: 菊池一仁　編曲: tasuku)

### 中文版
1. 爱就是手 (作詞: 林明陽)

## 脚注
1. ↑  .   [2009-10-15]. （原始内容存档于2009-09-25）.